# 우메노 류타로
우메노 류타로(일본어: 梅野 隆太郎, 1991년 6월 17일 ~ )는 일본의 프로 야구 선수이며, 현재 센트럴 리그인 한신 타이거스의 소속 선수(포수)이다. 후쿠오카현 나카가와시 출신이다.

## 상세 정보

### 출신 학교
- 후쿠오카 공업대학 부속 조토 고등학교
- 후쿠오카 대학

### 선수 경력
- 한신 타이거스(2014년 ~ )

국가 대표 경력
- 2020년 하계 올림픽 일본 국가대표

### 수상·타이틀 경력
- 골든 글러브상 : 3회(2018년 ~ 2020년) ※포수 부문

### 개인 기록

#### 첫 기록
- 첫 출장 : 2014년 3월 28일, 대 요미우리 자이언츠 1차전(도쿄 돔), 7회초에 시미즈 다카시의 대타로 출장 ※한신의 신인 포수에 의한 개막전 출장은 1969년의 다부치 고이치 이래 45년 만에 출장[2][3][4]
- 첫 타석 : 상동, 7회초에 스가노 도모유키로부터 좌익 뜬공
- 첫 안타 : 2014년 3월 30일, 대 요미우리 자이언츠 3차전(도쿄 돔), 6회초에 오타케 간으로부터 좌전 안타[5] ※한신의 신인 포수에 의한 개막 카드에서의 첫 안타는 다부치 고이치 이래 45년 만의 기록[2][3][4]
- 첫 선발 출장 : 2014년 4월 20일, 대 도쿄 야쿠르트 스왈로스 6차전(한신 고시엔 구장), 7번·포수로 선발 출장 ※한신의 신인 포수에 의한 선발 출장은 2002년의 아사이 료 이래 12년 만의 출장[6]
- 첫 홈런·첫 타점 : 2014년 4월 27일, 대 요코하마 DeNA 베이스타스 6차전(요코하마 스타디움), 9회초에 대타로 출전하여 상대 투수인 미카미 도모야로부터 좌월 솔로 홈런[7] ※한신의 신인 포수에 의한 1군에서의 홈런은 1969년의 다부치·1985년의 시마다 무네히코에 뒤를 이은 역대 3번째이며, 동 구단의 신인 선수에 의한 대타로서의 1군 첫 홈런은 1987년의 야기 히로시 이래 2번째[8]
- 첫 도루 : 2016년 4월 16일, 대 주니치 드래건스 5차전(나고야 돔), 5회초에 2루 안착(투수: 야마이 다이스케, 포수: 스기야마 쇼타)

#### 기타
- 올스타전 출장 : 2회(2017년, 2019년)
- 사이클링 히트 : 2019년 4월 9일, 대 요코하마 DeNA 베이스타스 1차전(한신 고시엔 구장) ※역대 69번째
- 포수 시즌 123 보살 : 일본 기록(2019년)

### 등번호
- 44(2014년 ~ 2020년)
- 2(2021년 ~ )

### 연도별 타격 성적
| 연 도      | 소 속      | 경 기 | 타 석 | 타 수 | 득 점 | 안 타 | 2 루 타 | 3 루 타 | 홈 런 | 루 타 | 타 점 | 도 루 | 도 루 자 | 희 생 번 | 희 생 플 | 볼 넷 | 고 4 | 사 구 | 삼 진 | 병 살 타 | 타 율 | 출 루 율 | 장 타 율 | O P S |
| ---------- | ---------- | ----- | ----- | ----- | ----- | ----- | ------- | ------- | ----- | ----- | ----- | ----- | -------- | -------- | -------- | ----- | ---- | ----- | ----- | -------- | ----- | -------- | -------- | ----- |
| 2014년     | 한신       | 92    | 265   | 249   | 23    | 49    | 13      | 2       | 7     | 87    | 21    | 0     | 1        | 2        | 2        | 10    | 0    | 2     | 78    | 7        | .197  | .232     | .349     | .581  |
| 2015년     | 한신       | 56    | 149   | 138   | 16    | 33    | 9       | 1       | 4     | 56    | 18    | 0     | 2        | 4        | 0        | 6     | 0    | 1     | 33    | 2        | .239  | .276     | .406     | .682  |
| 2016년     | 한신       | 37    | 98    | 89    | 3     | 12    | 0       | 0       | 0     | 12    | 4     | 1     | 0        | 3        | 0        | 6     | 1    | 0     | 22    | 4        | .135  | .189     | .135     | .324  |
| 2017년     | 한신       | 112   | 340   | 282   | 22    | 58    | 9       | 2       | 2     | 77    | 33    | 1     | 0        | 27       | 3        | 24    | 2    | 4     | 63    | 3        | .206  | .275     | .273     | .548  |
| 2018년     | 한신       | 132   | 455   | 386   | 45    | 100   | 27      | 1       | 8     | 153   | 47    | 5     | 1        | 28       | 1        | 39    | 3    | 1     | 67    | 6        | .259  | .328     | .396     | .724  |
| 2019년     | 한신       | 129   | 492   | 433   | 49    | 115   | 22      | 3       | 9     | 170   | 59    | 14    | 3        | 16       | 3        | 34    | 4    | 6     | 83    | 16       | .266  | .326     | .393     | .718  |
| 2020년     | 한신       | 98    | 342   | 298   | 36    | 78    | 17      | 0       | 7     | 116   | 29    | 5     | 1        | 9        | 2        | 33    | 1    | 0     | 77    | 9        | .262  | .333     | .389     | .723  |
| 통산 : 7년 | 통산 : 7년 | 656   | 2141  | 1875  | 194   | 445   | 97      | 9       | 37    | 671   | 211   | 26    | 8        | 89       | 11       | 152   | 11   | 14    | 423   | 47       | .237  | .298     | .358     | .656  |

- 2020년 시즌 종료 기준

### 연도별 수비 성적
| 연도 | 소속 | 포수  | 포수  | 포수  | 포수  | 포수  | 포수     | 포수     | 포수      | 포수      | 포수     | 포수     | 포수 |
| 연도 | 소속 | 경 기 | 척 살 | 보 살 | 실 책 | 병 살 | 패스트볼 | 수 비 율 | 도루 시도 | 도루 허용 | 도 루 자 | 저 지 율 |      |
| ---- | ---- | ----- | ----- | ----- | ----- | ----- | -------- | -------- | --------- | --------- | -------- | -------- | ---- |
| 2014 | 한신 | 86    | 550   | 49    | 3     | 4     | 0        | .995     | 57        | 42        | 15       | .263     |      |
| 2015 | 한신 | 55    | 263   | 24    | 4     | 5     | 3        | .986     | 24        | 18        | 6        | .250     |      |
| 2016 | 한신 | 35    | 231   | 17    | 3     | 1     | 1        | .988     | 30        | 23        | 7        | .233     |      |
| 2017 | 한신 | 112   | 779   | 79    | 5     | 7     | 4        | .994     | 66        | 41        | 25       | .379     |      |
| 2018 | 한신 | 132   | 986   | 104   | 4     | 8     | 5        | .996     | 75        | 51        | 24       | .320     |      |
| 2019 | 한신 | 129   | 948   | 123   | 5     | 22    | 6        | .995     | 72        | 46        | 27       | .375     |      |
| 2020 | 한신 | 97    | 627   | 68    | 3     | 4     | 1        | .996     | 45        | 30        | 15       | .333     |      |
| 통산 | 통산 | 646   | 4384  | 464   | 27    | 51    | 20       | .994     | 369       | 251       | 119      | .322     |      |

- 2020년 시즌 종료 기준
- 굵은 글씨는 시즌 최고 성적, 붉은색 글씨는 NPB 포수에 의한 역대 최고 성적.
- 연도 항목에서 굵은 글씨는 골든 글러브상 수상 연도.